# Dornrücken-Kofferfisch
Der Dornrücken-Kofferfisch (Lactoria fornasini), auch Rückendorn-Kofferfisch genannt, lebt  im tropischen Indopazifik von Ost- und Südafrika bis zum südlichen Japan, Hawaii, Rapa Iti und der Lord-Howe-Insel. Er bevorzugt Zonen mit Sand- oder Geröllboden in Lagunen und an Außenriffen, in Tiefen von zwei bis 130 Metern und hält sich stets dicht über dem Boden auf. 

## Merkmale
Charakteristisch für die Art ist ein großer Dorn in der Mitte des Rückens. Die Fische sind ockerfarben bis hellbraun, revierbesitzende Männchen gelb, mit blauen Linien. Die polygonartigen Ränder der den Panzer bildenden Knochenplatten sind oft deutlich zu sehen. Dornrücken-Kofferfische werden 23 bis 25 Zentimeter lang.
Flossenformel: Dorsale 9, Anale 9, Caudale 10

## Fortpflanzung
Die Männchen der Dornrücken-Kofferfische sind streng territorial und beanspruchen ein Revier mit einer Fläche von etwa 500 m². In dem Gebiet leben sie mit einem Harem von bis zu vier nicht territorialen Weibchen und manchmal auch einigen jungen Männchen zusammen. Die Fortpflanzung dieser Art ist gut erforscht. Die Paarung erfolgt kurz nach dem Sonnenuntergang, in der Dämmerung. Das Paar schwimmt synchron nebeneinander in einem Bogen nach oben. Das Männchen stößt dabei einen summenden Ton aus. Am Zenit der Schwimmstrecke werden Eier und Spermien ausgestoßen. Einige männliche Dornrücken-Kofferfische laichen auch mit den Weibchen der Nachbarreviere, indem sie sich in Weibchenfarbe in das fremde Territorium schleichen und, wenn sie dort ein laichbereites Weibchen antreffen, wieder in die auffälligere Männchentracht wechseln und mit dem Weibchen ablaichen.